# Bazoches-sur-Vesles
Bazoches-sur-Vesles korábbi község Franciaországban, Aisne megyében. Lakosainak száma 461 fő (2019. január 1.). Bazoches-sur-Vesles Chéry-Chartreuve, Mont-Notre-Dame, Paars, Perles, Saint-Thibaut, Vauxcéré, Ville-Savoye, Fismes és Les Septvallons községekkel határos.
2022. január 1-jén Saint-Thibaut korábbi községgel egyesült és az így létrejött Bazoches-et-Saint-Thibaut új község része lett.
Vasútállomása: Gare de Bazoches.

## Népesség
A település népességének változása:
| Lakosok száma | 311  | 333  | 351  | 383  | 440  | 469  | 465  | 466  | 458  | 461  |
|               | 1968 | 1975 | 1990 | 1999 | 2006 | 2013 | 2015 | 2016 | 2018 | 2019 |